# 1290-ті
Високе Середньовіччя •  Реконкіста •  Монгольська імперія

## Події

### Галицьке князівство
У Галицькому князівстві правив Лев Данилович. Близько 1292 року він приєднав до своїх володінь Люблінську землю.

### Ростово-Суздальська земля
У Ростово-Суздальській землі боролися за владу сини Олександра Невського Дмитро Переяславський та Андрій Городецький, шукаючи підтримки в Орді. 1293 року ординці на чолі з братом хана Токти Дюденем спустошили землі Дмитра Олександровича, а 1294 року Андрій Олександрович отримав в Орді ярлик на княжіння, змусивши брата поступитися. Руські війська брали участь у боротьбі за владу в самій Орді, зокрема були значним чинником у перемозі хана Токти над Ногаєм.
Митрополит Максим офіційно переніс свою резиденцію до Володимира-на-Клязьмі.

### Золота Орда
1291 року великим ханом Золотої Орди став Токта, однак, як і при його попередниках, наймогутнішим ординським ханом залишався Ногай. Поступово Токта організував супротив Ногаю, заручився підтримкою руських військ і 1299 року завдав йому поразки. Ногай загинув у битві, а його син Чака втік у Болгарію, де на дякий час став царем.

### Колонії Генуї
1299 року золотоординські війська напали на колонії Генуї Херсонес, Судак і Кафу.

### Європа
Король Німеччини Рудольф I Габсбург помер 1291 року. Німецькі князі обрали його наступником Адольфа з Насау, надавши йому перевагу над сином покійного короля Альбрехтом. 1298 року у Майнці рада князів скинула Адольфа й обрала Альбрехта. Війська двох королів зійшлися в битві під Гелльгаймом. Перемогу отримав Альбрехт Габсбург, Адольф із Насау загинув.
Шотландські феодали звернулися до англійського короля Едуарда I з проханням розсудити суперечку про обрання нового короля. Едуард I віддав корону Джону Баліолу, отримавши від нього васальні зобов'язання. Однак, коли 1294 року розпочалася війна між Англією та Францією, Джон Баліол відмовився надати своєму сюзерену війська. Наслідком цього акту було вторгнення англійських військ у Шотландію. 1296 року війська Едуарда I Довгоногого захопили шотландське місто Бервік і вирізали його жителів. Того ж року англійці завдали важкої поразки шотландцям під Данбаром. Джон Баліол зрікся шотландської корони. Розпочалася війна за незалежність. 11 вересня 1297 року в  битві біля Стерлінга шотландці під керівництвом Вільяма Воллеса «Хоробре серце» здобули знаменну перемогу. Але наступного року Едуард I Довгоногий завдав поразки Вільяму Воллесу в битві біля Фолкерка і знову заволодів Шотландією.
1292 року помер папа римський Миколай IV. Його наступником обрали Целестина V, але він прийняв тіару тільки через три роки, а потім поступився нею Боніфацію VIII. Боніфацій одразу ж вступив у конфлікт з монархами Європи, особливо з королем Франції Філіпом IV Красивим, наполягаючи на верховенстві церковної влади над світською.
Між Венецією та Генуєю спалахнула чергова війна, внаслідок якої в полон до генуезців потрапив Марко Поло. В полоні він написав книгу про свої мандрівки. З 1297 року синьйорія Венеції перетворилася у спадковий орган. У Флоренції продовжувалася боротьба між гвельфами та гібелінами, між цехами та аристократією.
Святий престол намагався владнати конфлікт між королями Арагону та Анжуйською династією щодо Сицилії, що розпочався з сицилійської вечірні 1282 року. Було домовлено, що Сицилію повернуть Карлу II Анжуйському, а Арагонське королівство отримає Корсику і Сардинію, однак сицилійці не погодилися і проголосили королем Федеріго II. Проголошення Корсики і Сардинії арагонськими теж залишилося формальним. Фактично острови контролювали Генуя та Піза.
Вацлав II захопив Малопольщу, а 1300 року отримав корону короля Польщі. Це сталося після того як загинув від руки вбивці Пшемисл II, коронований 1295 року.
Сербський король Стефан Урош II Милутин значно зміцнив свою державу, уклавши вигідний мир з Візантією.
1 серпня 1291 року три кантони Швіц, Урі і Унтервальден підписали в Рютлі союзний договір «на вічні часи», щоб разом боротися із ворогами. Нове державне об'єднання стало прообразом Швейцарської конфедерації.
Завершилася епоха трубадурів. Останній з них, Гіраут Рик'єр, помер 1295 року.

### Азія
18 травня 1291 року мамлюки султана Аль-Ашрафа захопили Акру, останній оплот хрестоносців на Святій землі. Сирія і Палестина підпали під повний контроль Єгипту. Залишки госпітальєрів перебралися на Кіпр.
1299 року Осман I Газі оголосив свій бейлик незалежним від Румського султанату. Його володіння стали зародком Османської імперії.
Ільхан Ірану прийняв іслам. 1299 року його війська розгромили мамлюків у битві при Ваді аль-Хазнадарі.
1294 року помер великий хан монголів, засновник династії Юань, Хубілай. Його змінив Оладжейту-Темур. Монголи змусили підкоритися тайські держави, вторглися на Яву, але не зуміли там втриматися.
Монголи намагалися підкорити Делійський султанат, однак делійцям кожного разу вдавалося дати їм відсіч. 1295 року Делійський султанат очолив Алауддін Хілджі. 1299 року він підкорив собі Гуджарат.